# Zhuge Liang
Zhuge Liang (chino tradicional:諸葛亮, chino simplificado: 诸葛亮, pinyin: Zhūgě Liàng;) (181-234), también conocido por su nombre de cortesía como Kongming o Kong Ming (en chino: 孔明), fue un escritor, general militar, ingeniero e inventor, reconocido comúnmente por su labor durante su carrera como militar estratega chino.
También llamado Zhu Ge Kong Ming o Kong Ming, fue el principal estratega y consejero del reino de Shu, del que fue gran canciller y luego regente,Durante el mandato de Zhuge Liang como primer ministro de Shu, mejoró la economía y recuperó. durante el periodo de los Tres Reinos. Se le reconoce como el estratega más consumado de su época, y se le ha comparado con Sun Tzu, el autor de El arte de la guerra. Su reputación como erudito docto e inteligente creció incluso mientras vivía en una relativa reclusión, junto con su éxito de renombre en la inteligencia militar, lo que le valió el apodo de «Wolong» o «Fulong», que significa «Dragón agazapado» o «Dragón dormido» (en chino: 臥龍). Zhuge Liang suele ser representado con una túnica taoísta y sosteniendo un abanico de plumas de grulla.
Decidió servir a Liu Bei, después de ser abordado con tres visitas del joven líder de Shu. Tuvo un amplio éxito en su historial de ocupación tanto en cuestiones municipales como extranjeras, siendo un prestigioso estratega por sus idóneas tácticas, donde coordinaba uniendo conocimientos referentes a campos meteorológicos y astronómicos, usando como ventaja esto para la resolución de contiendas por más que contara con inferioridad numérica en su ejército.[cita requerida]
Fue, además, un ilustre inventor de esa época: se le atribuye la invención de la ballesta de repetición; también se le atribuye la invención de la linterna volante, lámparas o farolillos flotantes mediante el efecto del globo para propósitos militares como los de iluminar el camino por la noche sin que su ejército pudiera ser descubierto. Estas lámparas volantes aún se conocen en China como linternas de Kongming (孔明燈 o 孔明灯, kǒngmíng dēng).[cita requerida]
Zhuge Liang fue el mayor contribuyente a la fundación del reino de Shu.[cita requerida] Predijo la tripartición del imperio muchos años antes de que sucediese en realidad o, como se teoriza, la tripartición fue planificación suya en un principio. Se dispuso conquistar los territorios del norte en cinco diversas ocasiones, pero el desgaste físico y psicológico de estas campañas militares repercutieron en su salud negativamente. Falleció de enfermedad poco antes de la batalla de las planicies de Wu Zhang en el 234. Zhuge Liang aparece representado en el Wu Shuang Pu, de Jin Guliang (無雙 譜, Tabla de héroes sin igual).[cita requerida]

## Campañas al Norte
Zhuge Liang lideró una serie de campañas militares contra el estado rival Cao-Wei con el objetivo de capturar la estratégica ciudad de Chang' An.[cita requerida]

## Primera expedición
Zhuge Liang lanzó su primera expedición durante el año 228 desde Hanzhong. Envió a Zhao Yun a atacar Mei, el cual estaba custodiado por Cao Zhen, para atraer toda la atención en ese lugar mientras él, con su ejército principal, marchaba a tomar las áreas desprotegidas. Para su suerte, una rebelión se desató en las comanderías de Tianshui, Wudou y Anding. Sin embargo, el líder de vanguardia Ma Su fue derrotado en Jieting por el general de Wei, Zhang He, mientras que Cao Zhen derrotó a Zhao Yun en Mei. Debido a esto, Zhuge Liang se vio forzado a abandonar su campaña.[cita requerida]

## Segunda expedición
Esta vez, Zhuge Liang decidió cambiar de objetivo, y en el año 229 lanzó su segunda expedición. Esta vez, su objetivo sería la ciudad de Chencang, que se hallaba custodiada por el general veterano Hao Zhao, quien había construido fortificaciones posteriormente a la invasión. Hao Zhao solo tenía 1000 soldados, pero logró contener la invasión el tiempo suficiente como para que refuerzos liderados por Zhang He llegasen a su rescate. Durante los 20 días que duró el asedio, Hao Zhao disparó flechas de fuego a las escaleras que el ejército de Shu puso sobre las paredes, hizo colapsar los túneles subterráneos construidos por las fuerzas de Shu matando a los soldados e ingenieros, destruyó sus rampas de asedio, e incluso construyó otra pared dentro de la ciudad. Así, los soldados que pudiesen escalar las paredes exteriores de la ciudad quedarían atrapados y se volverían un blanco fácil para los arqueros enemigos. La situación continuó día y noche durante 20 días; una vez pasados, Zhuge Liang afirmó haberse quedado sin provisiones y se vio forzado a abandonar el asedio antes de que llegaran los refuerzos de Wei. Wang Shuang, un oficial de Wei, queriendo ganar fama persiguió al ejército de Shu hasta un valle donde fue emboscado y asesinado.[cita requerida]

## Tercera expedición
La primavera del 229, Zhuge Liang lanzó su tercera expedición. Esta vez, su logro era de tomar las comanderías de Wudu y Yingping. Estas comanderías habían sido evacuadas en el 219, cuando Liu Bei capturó Hanzhong, por lo que no hubo resistencia para capturarlas. Zhuge Liang había puesto una línea de defensa en caso de que Wei intentase recuperarlas, pero esto no ocurrió y Zhuge Liang se retiró con aquella victoria.[cita requerida]

## Cuarta expedición
A principios del año 231, Zhuge Liang lanzó su cuarta expedición. En el verano, Cao Zhen enfermó y fue reemplazado por Sima Yi, quien envió de inmediato a Fei Yao y a Dai Ling con 4000 soldados a proteger Shanggui, mientras él salió con desde Chang'an con el ejército principal para socorrer el monte Qi. En respuesta al avance de Sima Yi, Zhuge Liang dejó parte de su ejército asediando el monte Qi; mientras tanto, se apresuró hacia Shanggui antes de que su adversario pudiera llegar. Sin una estrategia coordinada, Guo Huai y Fei Yao fueron derrotados por el ejército de Shu. Luego de esta derrota, Sima Yi y Zhuge Liang se enfrentaron en Lucheng. Durante esta batalla, Zhuge Liang infligió a Sima Yi grandes pérdidas, pero este último aún tenía un gran ejército. Por falta de provisiones, Zhuge Liang tuvo que retirarse nuevamente. Sima Yi ordenó a Zhang He perseguír al ejército de Shu. Zhang He discutió con su superior que las normas militares dictan que una ruta de retirada sea dada a un ejército rodeado o en retirada, pero Sima Yi se rehusó a escucharlo. Zhang He fue emboscado en Mumen, donde Zhuge Liang había ordenado a una gran cantidad de ballesteros que se escondieran en terreno elevado y disparasen a quien entrase al desfiladero. Zhang He fue alcanzado por una flecha en su pierna derecha y murió. Luego de esto, Sima Yi se volvió la autoridad militar más importante de Cao Wei.[cita requerida]

## Quinta expedición y muerte
En la primavera del año 234, 100.000 soldados de Shu marcharon a través de las montañas Qin hacia las planicies de Wu Zhang, en lo que se convertiría en la quinta y última campaña de Zhuge Liang. Sima Yi, bien preparado para dicho movimiento, construyó con 200.000 soldados su fortaleza al sudeste del río wei. Mientras que el estado de Wu atacaba a Wei desde el este. Sin embargo, Sun Quan fue derrotado rápidamente. Esto solo ayudó a deteriorar la salud de Zhuge Liang. Para el verano, había comenzado a dar instrucciones a sus subordinados acerca del futuro de Shu, sabiendo que su fin se acercaba, y para el otoño del mismo año falleció, a la edad de 54 años.[cita requerida]
Sima Yi, convencido de que Zhuge Liang había muerto, decidió darle caza al ejército de Shu, que se encontraba en retirada. Entonces, Yang Yi, quien estaba ahora a cargo del ejército, decidió dar media vuelta pretendiendo atacar con todo el ejército a sus perseguidores, destruyendo por completo la vanguardia de Wei. Tras esta derrota, Sima Yi pensó que era otra emboscada de Zhuge Liang y abandonó la persecución. Las noticias de la muerte de Zhuge Liang se mantuvieron en secreto hasta que el ejército alcanzó la seguridad del valle Baoye para regresar a Hanzhong. Sima Yi, temiendo que pudiera ser otra emboscada, se contuvo de darles caza de nuevo.[cita requerida]